# Moncheux
Moncheux là một xã trong vùng Grand Est, thuộc tỉnh Moselle, quận Metz-Campagne, tổng Verny. Tọa độ địa lý của xã là 48° 56' vĩ độ bắc, 06° 20' kinh độ đông. Moncheux có điểm thấp nhất là 242 mét và điểm cao nhất là 365 mét. Xã có diện tích 7,35 km², dân số vào thời điểm 2005 là 141 người; mật độ dân số là 19,3 người/km².

## Thông tin nhân khẩu
| 1962 | 1968 | 1975 | 1982 | 1990 | 1999 |
| ---- | ---- | ---- | ---- | ---- | ---- |
| 58   | 68   | 55   | 71   | 95   | 120  |